# Kenji Narisako
Kenji Narisako (jap. 成迫健児 Narisako Kenji; ur. 25 lipca 1984 w Saiki, w prefekturze Ōita) – japoński lekkoatleta specjalizujący się w biegu na 400 metrów przez płotki.

## Osiągnięcia
- brązowy medal mistrzostw świata juniorów młodszych (Debreczyn 2001)
- złoto (bieg na 400 m przez płotki) oraz srebro (sztafeta 4 x 400 metrów) Uniwersjady (Izmir 2005)
- złoty medal igrzysk azjatyckich (Doha 2006)
- dwa złote medale mistrzostw Azji (Guangdong 2009, bieg na 400 m przez płotki i sztafeta 4 × 400 m)

W 2008 Narisako reprezentował Japonię na igrzyskach olimpijskich w Pekinie, gdzie jednak nie awansował do finału zarówno w starcie indywidualnym, jak i w sztafecie 4 x 400 metrów.

## Rekordy życiowe
- bieg na 400 m przez płotki – 47,93 (2006)
- bieg na 300 m – 33,71 (2010)
- bieg na 400 m – 46,02 (2005)